# 郭五常
郭五常（1477年—？），字大經，河南汝寧府西平縣人，明朝政治人物。

## 生平
河南鄉試第囗十一名舉人，正德六年（1511年）辛未科進士。授大理寺評事。上疏諫武宗南巡，被罰跪門五日，杖八十，謫通政司知事。嘉靖初年，官復原職，恤刑陝西，多所平反。升山東萊州府知府，清廉持正，當地人繪其像，祭祀於楊震祠中。起補鄖陽府知府，鄖人為其立甘棠碑。嘉靖十一年（1532年）任长芦盐运使，累升山西行太僕寺卿，屢建邊功。入覲期間，卒於京邸。

## 家族
曾祖父郭子中；祖父郭芳，贈兵馬□指揮；父親郭□，曾任兵馬指揮。前母王氏（贈孺人）；劉氏（封孺人）。慈侍下。